# 純物質
純物質（、英: pure substance）とは、一定の性質を持つ化学物質のこと。教科書などには純粋な物質や純粋物質と記されていることがある。純物質のうち、特に水素や酸素など単一の元素（厳密には同素体）からのみ構成されるものを単体、水など複数の元素が化合してできたものを化合物という。
純物質を構成しているそれぞれの元素の組成や密度・融点・沸点は一定であり、それらの物理的性質から物質の種類を判別することができる。複数の純物質が混合してできた物質は混合物という。
純物質は物理的方法（濾過・蒸留・再結晶・クロマトグラフィーなど）ではこれ以上分離しない。しかし、化学的方法（電気分解など）を用いれば単体にまで分解することができる。